# 후루우군

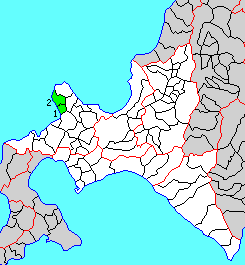
후루우 군의 위치

후루우군(일본어: 古宇郡)은 일본 홋카이도 남서부, 시리베시 지청의 북서부에 위치하는 군이다.
인구 2,151명, 면적 230.08km², 인구밀도 9.35명/km².(2025년 2월 28일, 주민기본대장인구)
이하 2촌으로 구성된다.
- 도마리촌(泊村)
- 가모에나이촌(神恵内村)

원자력 발전소가 있다.

## 역사
1869년에 후루우 군이 두어져 홋카이도 시리베시국에 포함되었다.